# ملبيغة باهامية
ملبيغيا باهامية (الاسم العلمي:Malpighia bahamensis) هي نوع من النباتات يتبع جنس الملبيغيا من الفصيلة الملبيغية.